# Dotter (artist)
Johanna Maria Jansson, född den 10 juni 1987 i Arvika Östra församling, Värmlands län, är en svensk sångare och låtskrivare. Hon är verksam under artistnamnet Dotter. 
I Melodifestivalen 2020 deltog hon med låten ”Bulletproof” som slutade på andra plats i finalen. Även i 2021 års Melodifestival tog hon sig till final med låten "Little Tot" som hamnade på en fjärdeplats.

## Biografi

### Uppväxt
Johanna Jansson växte upp i Arvika där hon tidigt började ägna sig åt musik. I skolan bildade hon med kompisar gruppen Dizzy Woop, och skrev i 10-årsåldern sin första sång, "Nobody Knows Me". Hon gick musiklinjen på Solbergagymnasiet och började på distans samverka med producenter med låtskrivning, innan hon flyttade till Stockholm och utbildade sig på Kulturama.

### Musikkarriär
Dotter släppte debutsingeln "My Flower" i september 2014 och medverkade i december samma år i Musikhjälpen på Sveriges Radio P3. Artistnamnet Dotter är symboliskt "dotter till Moder Jord", och hon valde det eftersom hon har ett starkt engagemang för natur, djurrätt och miljöfrågor. Hennes musik handlar också ofta om ämnen relaterade till personlig utveckling och andlighet och hon är även bland annat influerad av Jefferson Airplane, Joni Mitchell, First Aid Kit, Florence and the Machine, Lorde och Mø.
Inför Melodifestivalen 2017 skrev Jansson låten "A Million Years" tillsammans med Thomas G:son, Peter Boström och Mariette Hansson som framfördes av den senare. Den nådde finalen och hamnade där på fjärde plats. Hon debuterade själv som artist med låten "Cry" i Melodifestivalen 2018:s tredje deltävling i Malmö och blev under deltävlingsveckan press-, fan- och oddsfavorit att ta sig direkt vidare till final. Efter röstsammanräkningen slutade hon dock på sjätte plats och blev därigenom utslagen.
Jansson var en av låtskrivarna till bidraget "Victorious" som framfördes av Lina Hedlund i den tredje delfinalen av Melodifestivalen 2019 och som gick direkt till final.
Hon framförde sin nya singel "Walk With Me" tillsammans med Måns Zelmerlöw i en mellanakt i Andra chansen under Melodifestivalen 2019 och fortsatte samarbetet med gemensam turné hösten 2019.

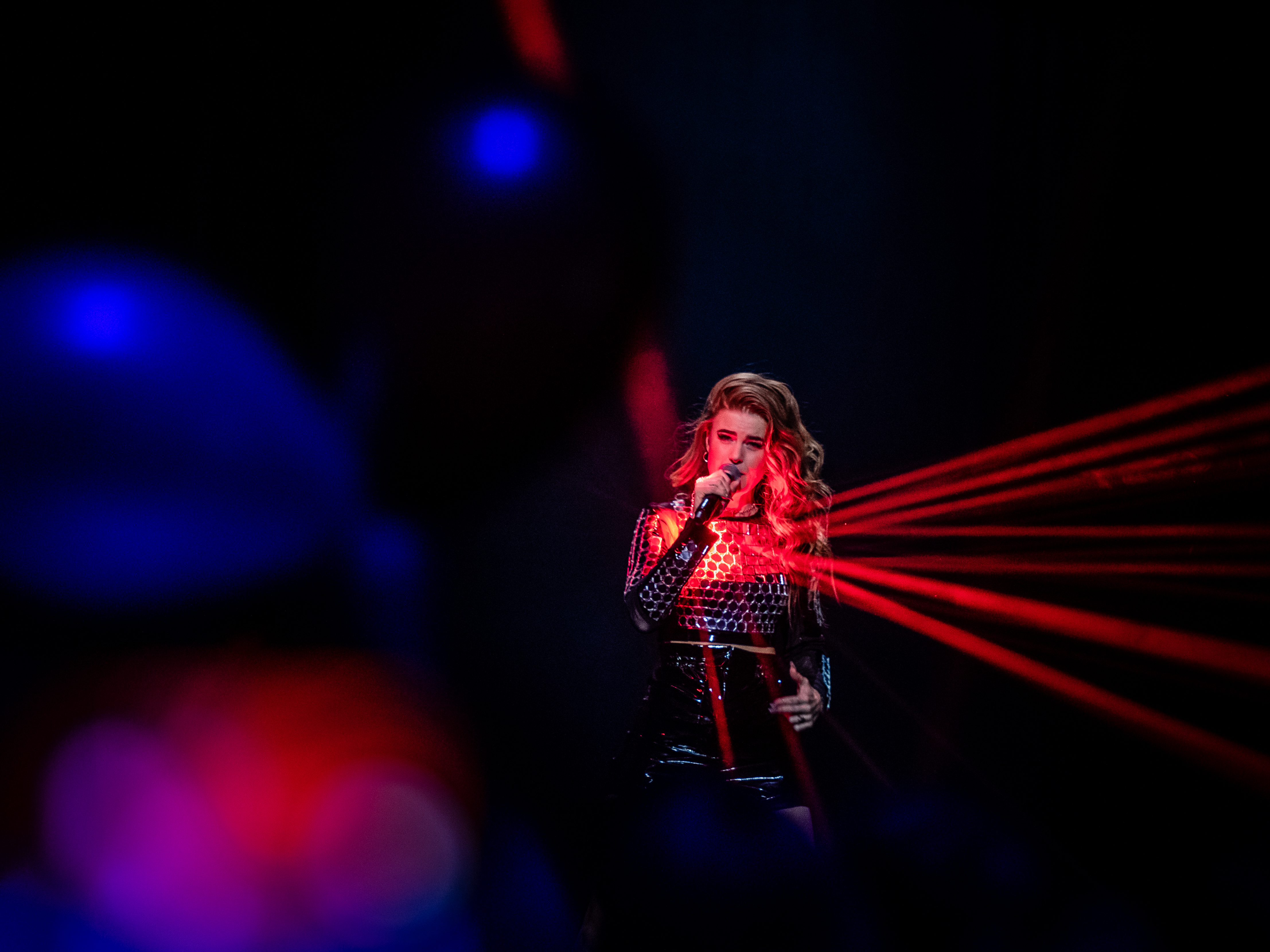
Dotter framträder under finalen i Melodifestivalen 2020

Dotter medverkade i Melodifestivalen 2020 med låten "Bulletproof" som hon skrev tillsammans med låtskrivarna Dino Medanhodzic och Erik Dahlqvist. Framträdande var en ljusshow där hon bar en ljusreflekterande tröja. Hon tog sig till final efter att ha tävlat i den andra deltävlingen och väl i finalen var hon favorittippad att vinna, men slutade på en andraplats med 136 poäng, en poäng bakom vinnargruppen The Mamas. Senare offentliggjordes att det skilde över 120 000 röster mellan platserna och att Dotter hade behövt två poäng till för att vinna.
Dotter deltog i Melodifestivalen 2021 med låten ”Little Tot” i den andra deltävlingen, där hon tog sig direkt till final. Dotter slutade på en fjärde plats, återigen en poäng bakom The Mamas som den gången slutade trea, och 70 poäng efter segraren Tusse.
År 2023 startade hon sitt eget skivbolag, Mookie mama records.

### Privatliv
Jansson har haft ett förhållande med musikproducenten och låtskrivaren Dino Medanhodzic sedan 2011. Paret arbetar återkommande tillsammans. År 2023 föddes deras dotter.

## Diskografi

### Singlar
- 2014 – "My Flower"[6]
- 2015 – "Dive"[30]
- 2016 – "Creatures of the Sun"[31][32]
- 2017 – "Evolution"[12]
- 2017 – "Rebellion"
- 2018 – "Cry"
- 2018 – "Heatwave"
- 2019 – "Walk with Me" (tillsammans med Måns Zelmerlöw)[20]
- 2020 – "Bulletproof"
- 2020 – "Backfire"
- 2020 – "I’m Sorry"
- 2020 – "Vintern jag var sexton"
- 2020 – "New Year"
- 2021 – "Little Tot"
- 2021 – "Jealous"[33]

## Priser och utmärkelser
- 2016 – Arvika kommunpris[34]”